# Antonio de Noli
Antonio de Noli (Repubblica di Genova, 1419 circa – post1477) è stato un navigatore ed esploratore italiano, che operò al servizio del Portogallo.

## Biografia
Il più antico documento in cui si riferisce l'origine di Antonio de Noli afferma che era un navigatore «di nazionalità genovese e di sangue nobile». L'origine genovese del navigatore è stata confermata nel manoscritto antico Famiglie di Genova. Antiche, e moderne, estinte, e viventi, Nobili, e populari trovato nel 2008 a Genova, che descrive il navigatore come membro della stessa famiglia di Giacomo de Noli, il quale nel 1315 divenne membro del Consiglio di Genova "XII –Anziani” sotto il governo del doge Nicolò Guarco. In questa fonte è indicato anche che l'origine della riferita famiglia Noli di Genova "si può supponere dalla piccola città o Castello di Noli".
Si sostiene che Antonio de Noli sarebbe nato intorno al 1419, forse a Serra Riccò, dove esiste da tempi antichissimi una frazione con il nome di Noli, oppure a Voltri (nel tempo di Antonio Noli anch'essa facente parte della Repubblica di Genova). In passato, alcuni autori legati alla città di Noli (ad esempio Gandoglia, 1919) hanno dichiarato che il navigatore sarebbe nato a Noli, provincia di Savona. Nondimeno, né documenti né prove sono mai stati presentati a sostegno di questa ipotesi. Gli stessi autori hanno usato il nome “Antonio da Noli” (una versione portoghese del nome), dove "da" avrebbe significato "proveniente” dalla Città di Noli.
Il navigatore è detto anche Anton da Noli, e potrebbe essere la stessa persona conosciuta come Antoniotto Usodimare, anche se l'identità fra i due non è accertata, né universalmente riconosciuta. Inoltre, la maggior parte degli storici ha fatto riferimento al navigatore genovese nella letteratura italiana e internazionale come Antonio de Noli.
Nel 1449, per ragioni politiche, partì da Genova insieme al fratello Bartolomeo e al nipote Raffaele, con tre galee di sua proprietà e si recò in Portogallo per ottenere l'appoggio dell'"infante" Enrico il Navigatore, noto finanziatore di esplorazioni. Su mandato di questi, tra il 1456 e il 1460 esplorò le coste atlantiche dell'Africa, spingendosi ad esplorare le Isole Bijagos, il fiume Gambia e le isole del Capo Verde delle quali, secondo alcuni, fu il vero scopritore nel 1460. In questo periodo navigò anche con Alvise Cadamosto, fatto che contribuì a far crescere l'incertezza sulle attribuzioni delle scoperte.
Nel 1462 ottenne dal re Alfonso V il riconoscimento ufficiale di scopritore delle isole, insieme al possesso dell'isola di Santiago (conosciuta dai navigatori anche come "Isola di Antonio"). Qui venne fondata Ribeira Grande, dove il De Noli si stabilì per avviare la colonizzazione delle isole. Nel 1466 ottenne l'autorizzazione di esercitare la tratta degli schiavi africani. Nel 1472 venne nominato governatore delle isole del Capo Verde.
Durante la Guerra di successione castigliana iniziata nel 1475 i castigliani occuparono le isole di Capo Verde. Antonio de Noli inizialmente rimase come governatore, ma dopo fu preso prigioniero e portato in Spagna. I portoghesi non chiesero il rilascio di Antonio de Noli mentre era prigioniero in Spagna. Dopo essere stato liberato nel 1477 per ordine del re Ferdinando di Castiglia, se ne persero definitivamente le tracce. Non è documentato cosa in concreto successe ad Antonio de Noli e la sua sorte dopo il recupero di Capo Verde da parte dei portoghesi. Il navigatore aveva una figlia, Branca Aguiar e fonti portoghesi riportano che qui il navigatore aveva anche un figlio che lo accompagnò poi nelle campagne di Gambia. Manoscritti che si trovano presso la Biblioteca Malatestiana indicano che il figlio sarebbe stato Simone de Antonio Noli Biondi (Simone “figlio de Antonio Noli”), della famiglia "oriunda" che era arrivata a Cesena alla fine del Quattrocento e aveva comprato seggi nel Consiglio di Cesena, pagandoli in oro. La figlia Branca Aguiar era stata sposata con un nobile portoghese (Dom Jorge Correia de Sousa, fidalgo da casa real) e quindi le piantagioni dei de Noli a Capo Verde sarebbero diventate patrimonio della Corona portoghese.
Il nome "Antonio da Noli" è stato dato ad un cacciatorpediniere della Regia Marina italiana che operò durante la seconda guerra mondiale ed alla MN "Da Noli" una nave freight-liner della Società di Navigazione ITALIA meglio conosciuta nel mondo dello shipping internazionale con il nome di Italian Line di 11.245 TSL in servizio di linea tra Genova e Vancouver via Canale di Panama dal 1972 al 1979.
Nel 2009 è stata fondata a Serra Riccò (Genova) dal professore universitario svedese Marcello Ferrada de Noli la rete di ricerca internazionale Antonio de Noli Academic Society.
Il celebre esploratore e navigatore nolese è interpretato da Robert Horwell nella serie tv Da Vinci's Demons ed è il capitano corrotto da Girolamo Riario del vascello Il Basilisco diretto verso il misterioso luogo (America del Sud) indicato nel misterioso testo esoterico, Il "Libro delle Lamine".